# نيفادا سيتي (كاليفورنيا)
نيفادا سيتي (بالإنجليزية: Nevada City)‏ هي إحدى مدن مقاطعة نيفادا، كاليفورنيا. تم إعطاءها لقب مدينة في 19 أبريل، 1856.

## التركيبة السكانية
حدّد مكتب تعداد الولايات المتحدة بيانات التركيبة السكانية لنيفادا سيتي في تعداد الولايات المتحدة. في ما يلي، التركيبة السكانية حسب تعدادي 2000 و2010.

### تعداد عام 2000
بلغ عدد سكان نيفادا سيتي 3,001 نسمة بحسب تعداد عام 2000، وبلغ عدد الأسر 1,313 أسرة وعدد العائلات 740 عائلة مقيمة في المدينة. في حين سجلت الكثافة السكانية 529.3 نسمة لكل كيلومتر مربع (1,370.9/ميل2). وبلغ عدد الوحدات السكنية 1,415 وحدة بمتوسط كثافة قدره 249.6 لكل كيلومتر مربع (646.5/ميل2).
وتوزع التركيب العرقي للمدينة بنسبة 94.27% من البيض و0.43% من الأمريكيين الأفارقة و1.37% من الأمريكيين الأصليين و0.73% من الأمريكيين ذوي الأصول الآسيوية و0.03% من سكان جزر المحيط الهادئ و0.73% من الأعراق الأخرى و2.43% من عرقين مختلطين أو أكثر و3.47% من الهسبانيون أو اللاتينيون من أي عرق.
بلغ عدد الأسر 1,313 أسرة كانت نسبة 28% منها لديها أطفال تحت سن الثامنة عشر تعيش معهم، وبلغت نسبة الأزواج القاطنين مع بعضهم البعض 38.1% من أصل المجموع الكلي للأسر، ونسبة 13.3% من الأسر كان لديها معيلات من الإناث دون وجود شريك، بينما كانت نسبة 5% من الأسر لديها معيلون من الذكور دون وجود شريكة وكانت نسبة 43.6% من غير العائلات. تألفت نسبة 35% من أصل جميع الأسر من عدة أفراد يعيشون في نفس المنزل ونسبة 10.4% كانت تتألف من شخص يعيش بمفرده يبلغ من العمر 65 عاماً أو أكثر. وبلغ متوسط حجم الأسرة المعيشية 2.14، أما متوسط حجم العائلات فبلغ 2.71.
بلغ العمر الوسطي للسكان 43.5 عاماً. وكانت نسبة 19.7% من القاطنين تحت سن الثامنة عشر، وكانت نسبة 5.8% بين الثامنة عشر والرابعة والعشرين عاماً، ونسبة 22.2% كانت واقعةً في الفئة العمرية ما بين الخامسة والعشرين والرابعة والأربعين عاماً، ونسبة 31.3% كانت ما بين الخامسة والأربعين والرابعة والستين، ونسبة 14.8% كانت ضمن فئة الخامسة والستين عاماً فما فوق. يوجد لكل 100 أنثى 88.6 ذكر، ويوجد لكل 100 أنثى في الثامنة عشر من عمرها فما فوق 84.7 ذكر.
بلغ متوسط دخل الأسرة في المدينة 36,667 دولارًا، أما متوسط دخل العائلة فبلغ 46,149 دولارًا. وكان متوسط دخل الذكور 32,070 دولارًا مقابل 29,183 دولارًا للإناث. وسجل دخل الفرد الخاص بالمدينة 22,399 دولارًا. وكانت نسبة 1.7% من العائلات ونسبة 7.9% من السكان تحت خط الفقر، وكان من هؤلاء نسبة 2.5% تحت سن الثامنة عشر ونسبة 3.8% في الخامسة والستين من العمر وما فوق.

### تعداد عام 2010
بلغ عدد سكان نيفادا سيتي 3,068 نسمة بحسب تعداد عام 2010، وبلغ عدد الأسر 1,356 أسرة وعدد العائلات 744 عائلة مقيمة في المدينة. في حين سجلت الكثافة السكانية 541.1 نسمة لكل كيلومتر مربع (1,401.4/ميل2). وبلغ عدد الوحدات السكنية 1,510 وحدة بمتوسط كثافة قدره 266.3 لكل كيلومتر مربع (689.7/ميل2).
وتوزع التركيب العرقي للمدينة بنسبة 92.47% من البيض و0.85% من الأمريكيين الأفارقة و0.91% من الأمريكيين الأصليين و1.50% من الأمريكيين ذوي الأصول الآسيوية و1.30% من الأعراق الأخرى و2.97% من عرقين مختلطين أو أكثر و6.68% من الهسبانيون أو اللاتينيون من أي عرق.
بلغ عدد الأسر 1,356 أسرة كانت نسبة 23.4% منها لديها أطفال تحت سن الثامنة عشر تعيش معهم، وبلغت نسبة الأزواج القاطنين مع بعضهم البعض 37.6% من أصل المجموع الكلي للأسر، ونسبة 11.4% من الأسر كان لديها معيلات من الإناث دون وجود شريك، بينما كانت نسبة 5.8% من الأسر لديها معيلون من الذكور دون وجود شريكة وكانت نسبة 45.1% من غير العائلات. تألفت نسبة 36% من أصل جميع الأسر من عدة أفراد يعيشون في نفس المنزل ونسبة 12.4% كانت تتألف من شخص يعيش بمفرده يبلغ من العمر 65 عاماً أو أكثر. وبلغ متوسط حجم الأسرة المعيشية 2.09، أما متوسط حجم العائلات فبلغ 2.67.
بلغ العمر الوسطي للسكان 47.5 عاماً. وكانت نسبة 16.9% من القاطنين تحت سن الثامنة عشر، وكانت نسبة 6.5% بين الثامنة عشر والرابعة والعشرين عاماً، ونسبة 23.5% كانت واقعةً في الفئة العمرية ما بين الخامسة والعشرين والرابعة والأربعين عاماً، ونسبة 35% كانت ما بين الخامسة والأربعين والرابعة والستين، ونسبة 18.2% كانت ضمن فئة الخامسة والستين عاماً فما فوق. وتوزع التركيب الجنسي للسكان بنسبة 50.1% ذكور و49.9% إناث.

## المناخ
يظهر الجدول التالي التغييرات المناخية على مدار السنة لنيفادا سيتي:
| البيانات المناخية لـنيفادا سيتي       | البيانات المناخية لـنيفادا سيتي | البيانات المناخية لـنيفادا سيتي | البيانات المناخية لـنيفادا سيتي | البيانات المناخية لـنيفادا سيتي | البيانات المناخية لـنيفادا سيتي | البيانات المناخية لـنيفادا سيتي | البيانات المناخية لـنيفادا سيتي | البيانات المناخية لـنيفادا سيتي | البيانات المناخية لـنيفادا سيتي | البيانات المناخية لـنيفادا سيتي | البيانات المناخية لـنيفادا سيتي | البيانات المناخية لـنيفادا سيتي | البيانات المناخية لـنيفادا سيتي |
| الشهر                                 | يناير                           | فبراير                          | مارس                            | أبريل                           | مايو                            | يونيو                           | يوليو                           | أغسطس                           | سبتمبر                          | أكتوبر                          | نوفمبر                          | ديسمبر                          | المعدل السنوي                   |
| ------------------------------------- | ------------------------------- | ------------------------------- | ------------------------------- | ------------------------------- | ------------------------------- | ------------------------------- | ------------------------------- | ------------------------------- | ------------------------------- | ------------------------------- | ------------------------------- | ------------------------------- | ------------------------------- |
| الدرجة القصوى °ف (°م)                 | 79 (26)                         | 86 (30)                         | 83 (28)                         | 94 (34)                         | 101 (38)                        | 104 (40)                        | 106 (41)                        | 111 (44)                        | 105 (41)                        | 98 (37)                         | 90 (32)                         | 81 (27)                         | 111 (44)                        |
| متوسط درجة الحرارة الكبرى °ف (°م)     | 50.1 (10.1)                     | 52.7 (11.5)                     | 55.6 (13.1)                     | 61.9 (16.6)                     | 69.6 (20.9)                     | 78.5 (25.8)                     | 85.6 (29.8)                     | 85.3 (29.6)                     | 79.7 (26.5)                     | 69.9 (21.1)                     | 55.8 (13.2)                     | 49.7 (9.8)                      | 66.2 (19.0)                     |
| متوسط درجة الحرارة الصغرى °ف (°م)     | 32.1 (0.1)                      | 33.3 (0.7)                      | 35.3 (1.8)                      | 38.4 (3.6)                      | 44.4 (6.9)                      | 50.9 (10.5)                     | 56.0 (13.3)                     | 55.2 (12.9)                     | 50.8 (10.4)                     | 44.2 (6.8)                      | 36.4 (2.4)                      | 32.3 (0.2)                      | 42.4 (5.8)                      |
| أدنى درجة حرارة °ف (°م)               | −1 (−18)                        | 5 (−15)                         | 12 (−11)                        | 20 (−7)                         | 21 (−6)                         | 28 (−2)                         | 35 (2)                          | 34 (1)                          | 27 (−3)                         | 20 (−7)                         | 13 (−11)                        | −1 (−18)                        | −1 (−18)                        |
| الهطول إنش (مم)                       | 11.16 (283)                     | 10.63 (270)                     | 9.46 (240)                      | 4.12 (105)                      | 2.25 (57)                       | 0.69 (18)                       | 0.19 (4.8)                      | 0.28 (7.1)                      | 1.20 (30)                       | 2.89 (73)                       | 7.74 (197)                      | 8.69 (221)                      | 59.3 (1٬505٫9)                  |
| متوسط تساقط الثلوج إنش (سم)           | 2.3 (5.8)                       | 4.5 (11)                        | 3.9 (9.9)                       | 0.9 (2.3)                       | 0 (0)                           | 0 (0)                           | 0 (0)                           | 0 (0)                           | 0 (0)                           | 0 (0)                           | 1.0 (2.5)                       | 5.1 (13)                        | 17.7 (44.5)                     |
| متوسط أيام هطول الأمطار (≥ 0.01 inch) | 12.7                            | 12.3                            | 12.9                            | 8.8                             | 5.6                             | 2.7                             | 0.7                             | 1.4                             | 2.9                             | 5.2                             | 10.3                            | 10.7                            | 86.2                            |
| متوسط الأيام المثلجة (≥ 0.1 inch)     | 1.3                             | 1.6                             | 1.5                             | 0.5                             | 0                               | 0                               | 0                               | 0                               | 0                               | 0                               | 0.3                             | 1.6                             | 6.8                             |
| المصدر #1: NOAA                       |                                 |                                 |                                 |                                 |                                 |                                 |                                 |                                 |                                 |                                 |                                 |                                 |                                 |
| المصدر #2:                            |                                 |                                 |                                 |                                 |                                 |                                 |                                 |                                 |                                 |                                 |                                 |                                 |                                 |

## توأمة
لنيفادا سيتي (كاليفورنيا) اتفاقيات توأمة مع:
- بينزانس

## معرض صور

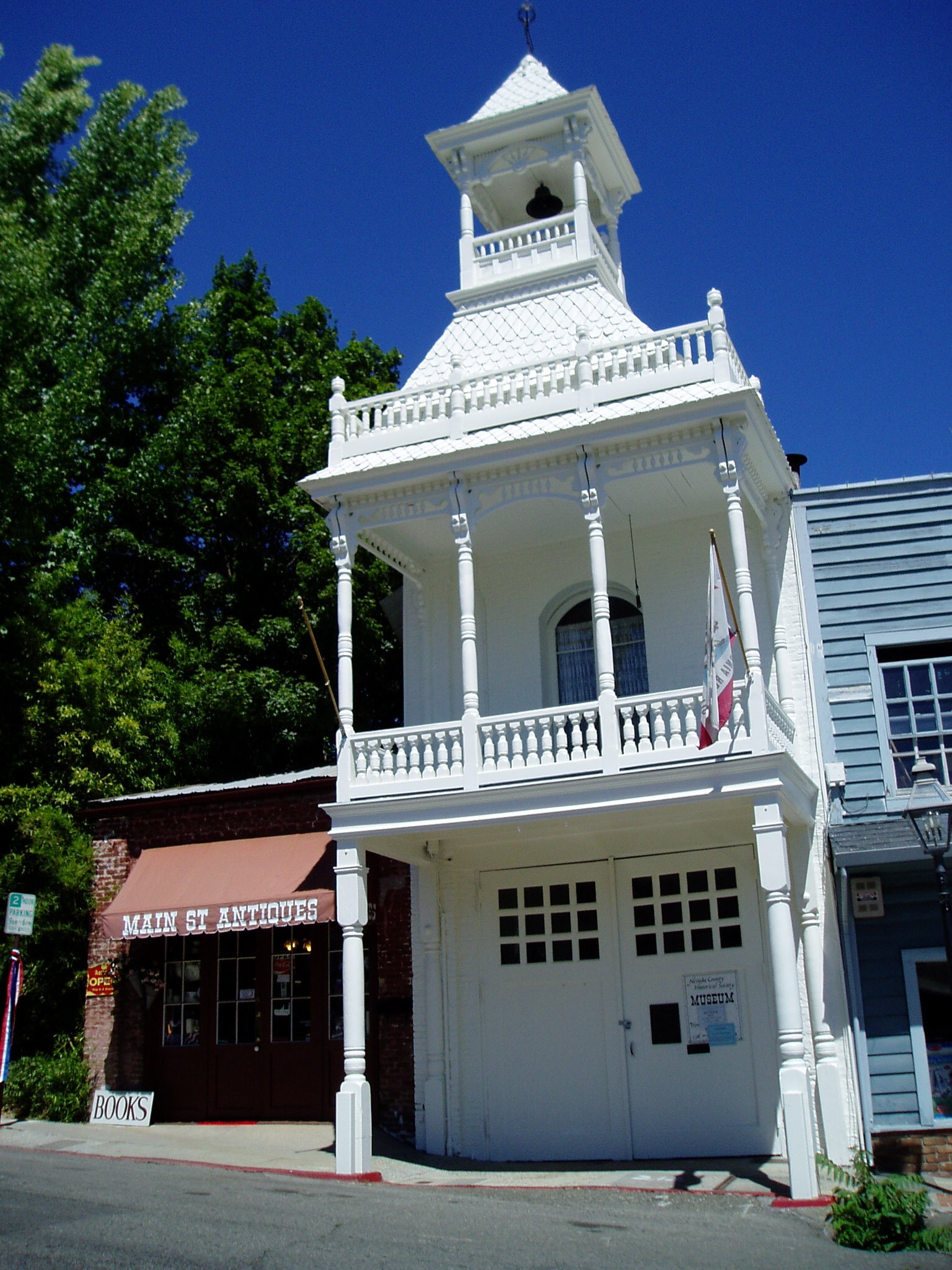
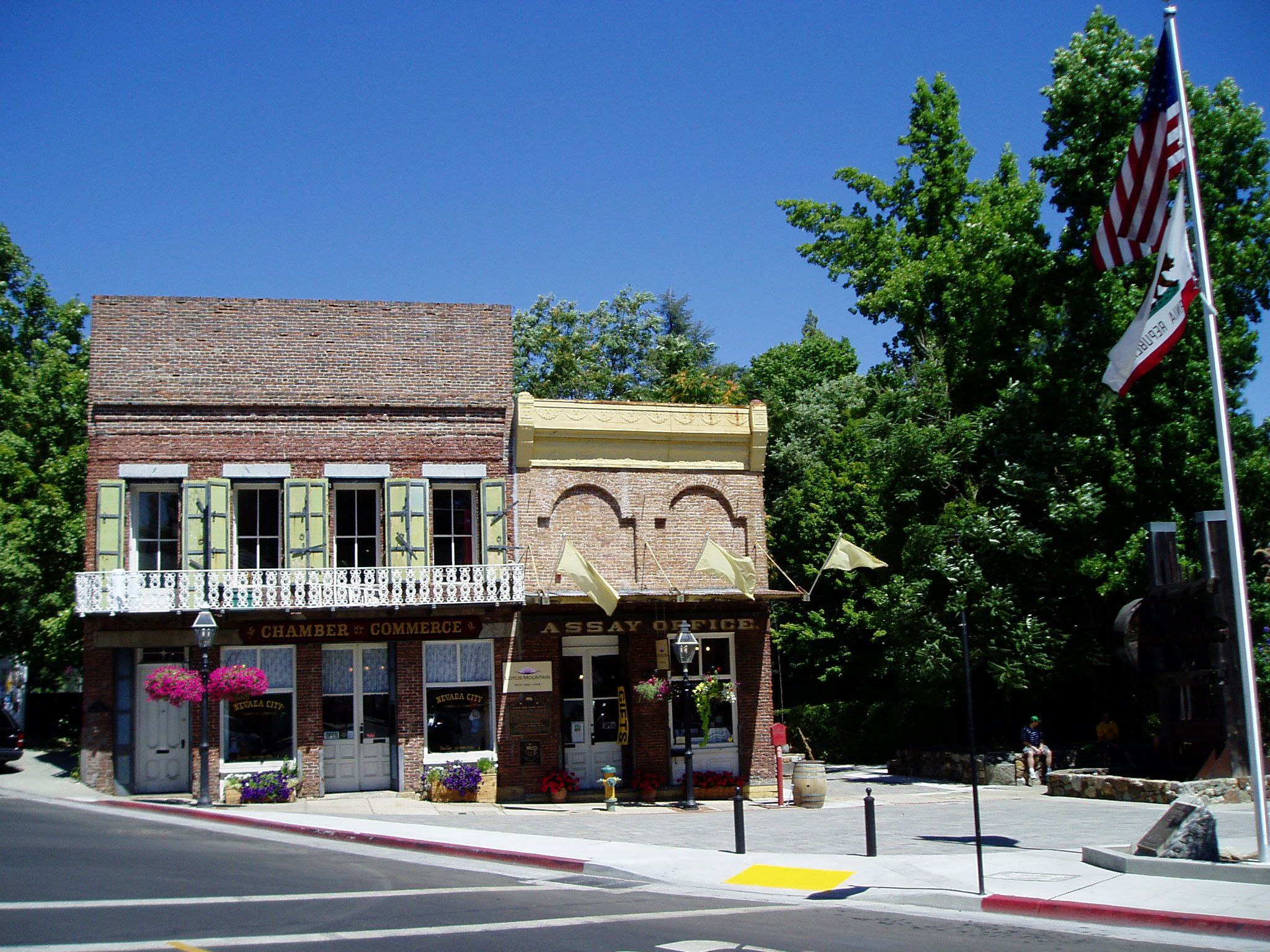
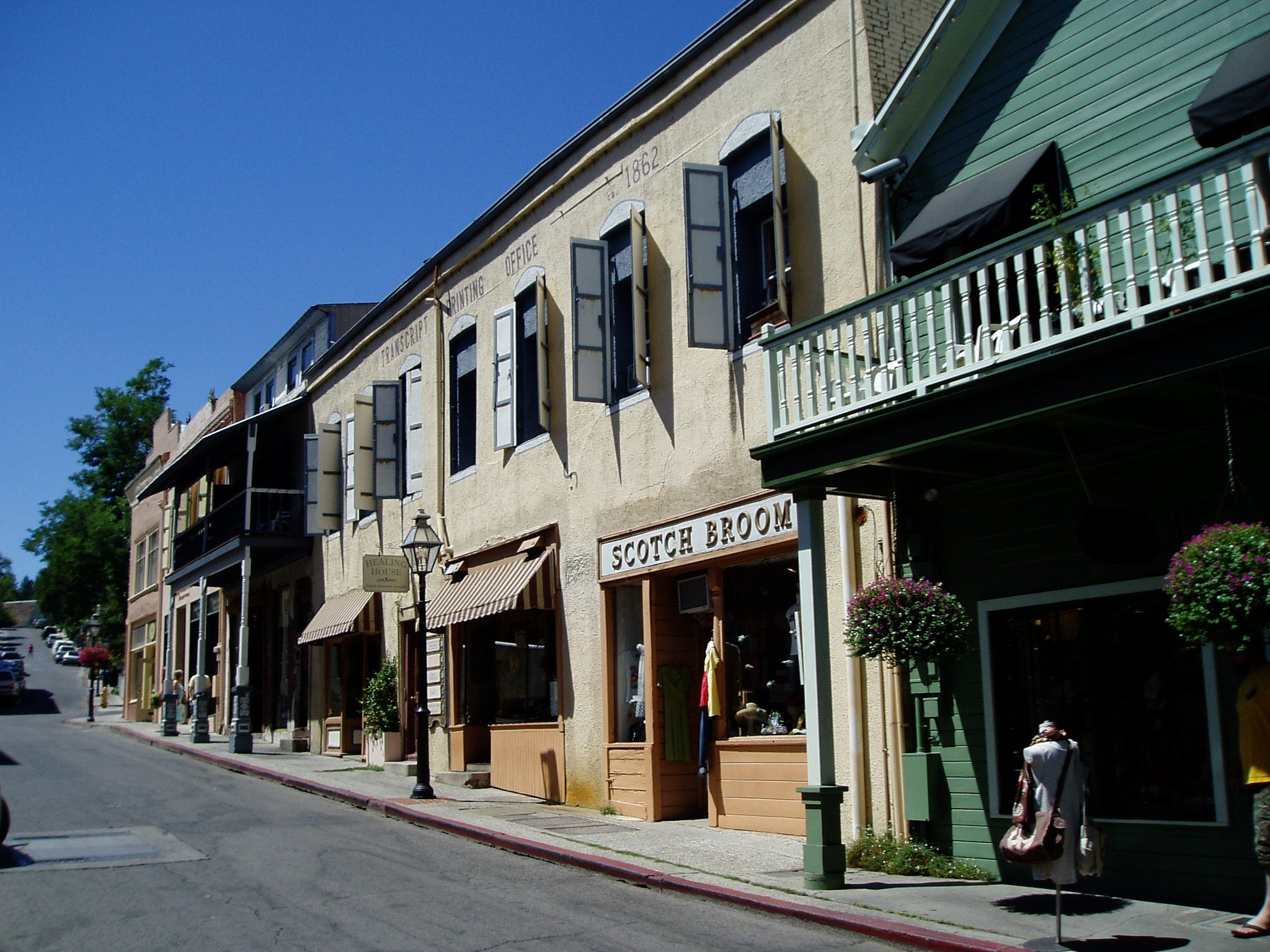

## أعلام
- ليمان جيلمور
- لوك إدواردز
- تيم أوكونور
- إميلي وليامز
- هاينريش سيلفستر تيودور تيلينج